# Tata Steel-toernooi 2016
Editie 2016 van het Tata Steel-schaaktoernooi vond plaats van 16 tot en met 31 januari 2016 in Wijk aan Zee. De winnaar was de Noor Magnus Carlsen. 

## Eindstand masters
| Nr.    | Speler               | Rating | Punten | SB  | 1 | 2 | 3 | 4 | 5 | 6 | 7 | 8 | 9 | 10 | 11 | 12 | 13 | 14 |
| ------ | -------------------- | ------ | ------ | --- | - | - | - | - | - | - | - | - | - | -- | -- | -- | -- | -- |
| Goud   | Magnus Carlsen       | 2844   | 9      | 54¾ | * | ½ | ½ | ½ | ½ | 1 | ½ | ½ | ½ | ½  | 1  | 1  | 1  | 1  |
| Zilver | Fabiano Caruana      | 2787   | 8      | 51¾ | ½ | * | 1 | ½ | ½ | 1 | 1 | ½ | ½ | 0  | 0  | ½  | 1  | 1  |
| Zilver | Ding Liren           | 2766   | 8      | 49¼ | ½ | 0 | * | ½ | ½ | 1 | ½ | ½ | 1 | ½  | 1  | ½  | 1  | ½  |
| 4      | Wesley So            | 2773   | 7      | 45½ | ½ | ½ | ½ | * | 1 | ½ | ½ | ½ | ½ | ½  | ½  | ½  | ½  | ½  |
| 5      | Anish Giri           | 2798   | 7      | 44¼ | ½ | ½ | ½ | 0 | * | ½ | ½ | 1 | ½ | ½  | ½  | ½  | ½  | 1  |
| 6      | Pavel Eljanov        | 2760   | 7      | 40½ | 0 | 0 | 0 | ½ | ½ | * | ½ | 1 | ½ | 1  | ½  | 1  | ½  | 1  |
| 7      | Wei Yi               | 2706   | 6½     | 41  | ½ | 0 | ½ | ½ | ½ | ½ | * | ½ | ½ | 1  | ½  | ½  | ½  | ½  |
| 8      | Shakhryar Mamedyarov | 2747   | 6½     | 40¼ | ½ | ½ | ½ | ½ | 0 | 0 | ½ | * | ½ | ½  | ½  | 1  | 1  | ½  |
| 9      | Sergey Karjakin      | 2769   | 6      | 38¾ | ½ | ½ | 0 | ½ | ½ | ½ | ½ | ½ | * | ½  | 1  | ½  | 0  | ½  |
| 10     | David Navara         | 2730   | 5½     | 37½ | ½ | 1 | ½ | ½ | ½ | 0 | 0 | ½ | ½ | *  | ½  | 0  | ½  | ½  |
| 11     | Evgeny Tomashevsky   | 2728   | 5½     | 35¼ | 0 | 1 | 0 | ½ | ½ | ½ | ½ | ½ | 0 | ½  | *  | ½  | ½  | ½  |
| 12     | Yifan Hou            | 2673   | 5      | 32  | 0 | ½ | ½ | ½ | ½ | 0 | ½ | 0 | ½ | 1  | ½  | *  | ½  | 0  |
| 13     | Michael Adams        | 2744   | 5      | 30¼ | 0 | 0 | 0 | ½ | ½ | ½ | ½ | 0 | 1 | ½  | ½  | ½  | *  | ½  |
| 14     | Loek van Wely        | 2640   | 5      | 30  | 0 | 0 | ½ | ½ | 0 | 0 | ½ | ½ | ½ | ½  | ½  | 1  | ½  | *  |

## Eind challengers
In de challengergroep won Adhiban Baskaran met 9 punten uit 13 partijen.